# Villa Bohemia
Die Villa Bohemia, ursprünglich Villa Augusta, liegt in der Dr.-Rudolf-Friedrichs-Straße 13 im Stadtteil Niederlößnitz der sächsischen Stadt Radebeul. Sie wurde 1893 für den Bauherrn Ernst Robert Richter durch seinen Architekten und Baumeister Adolf Neumann errichtet.

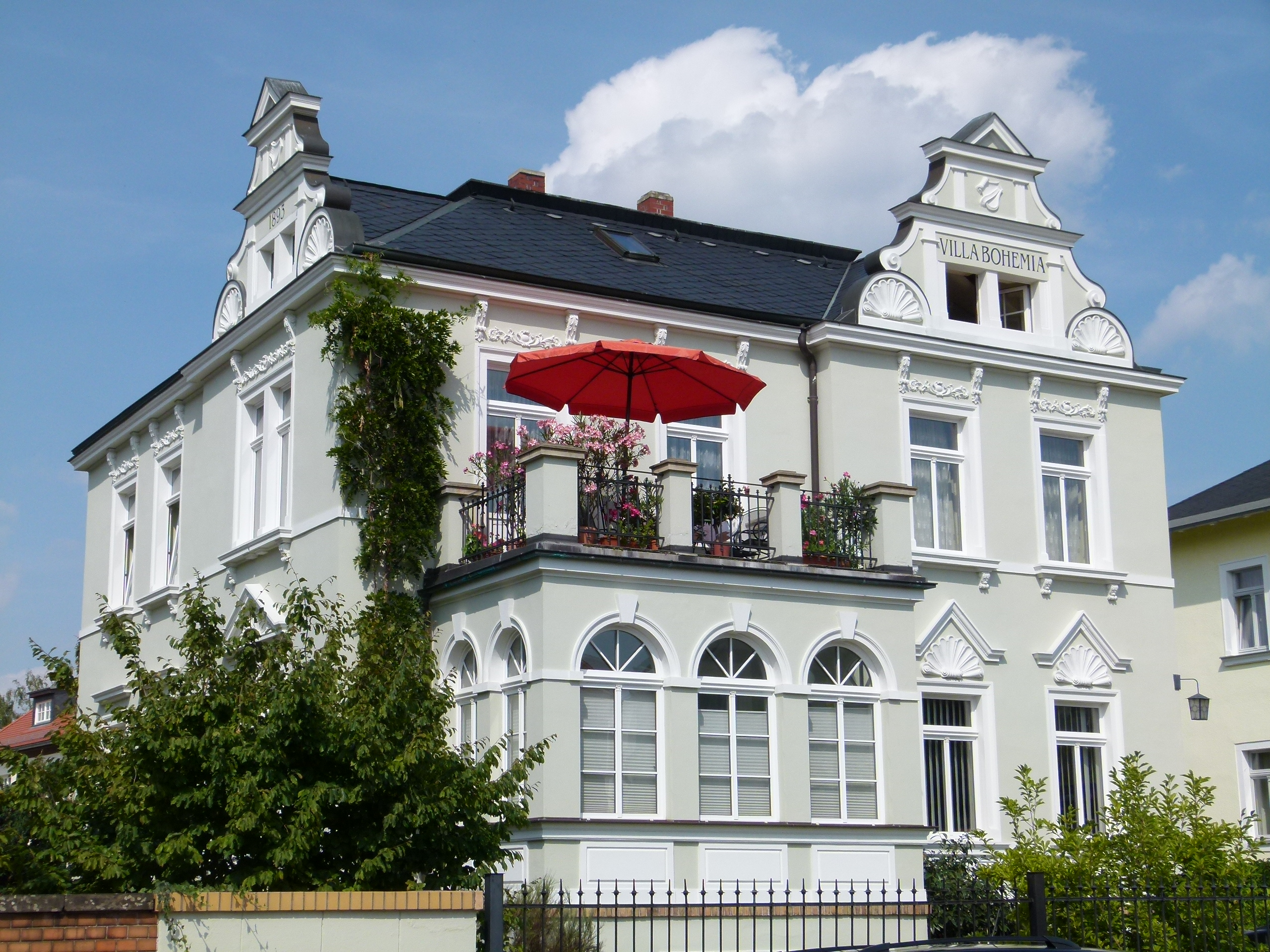
Villa Bohemia

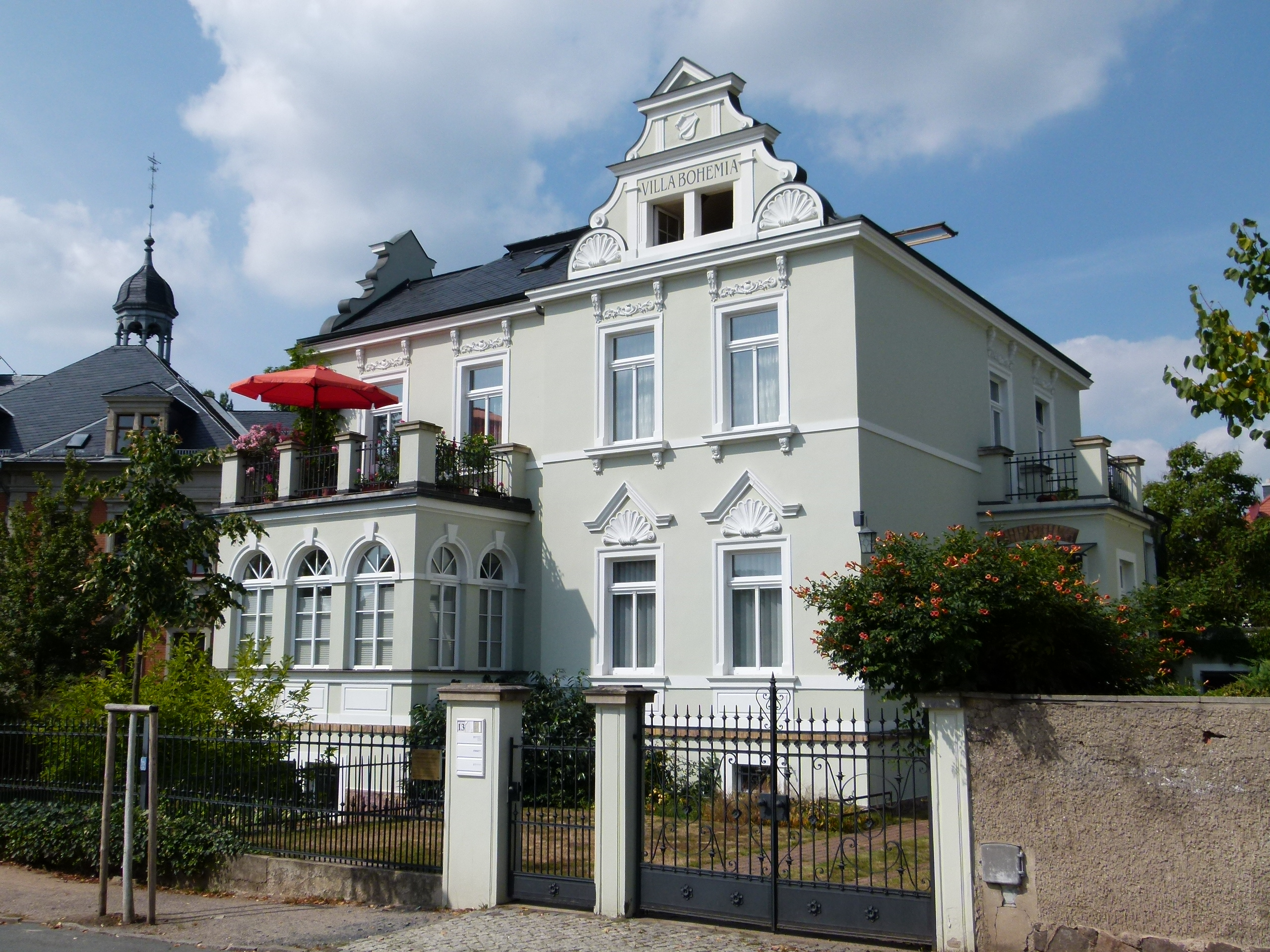
Villa Bohemia. Links im Hintergrund das Rathaus Niederlößnitz

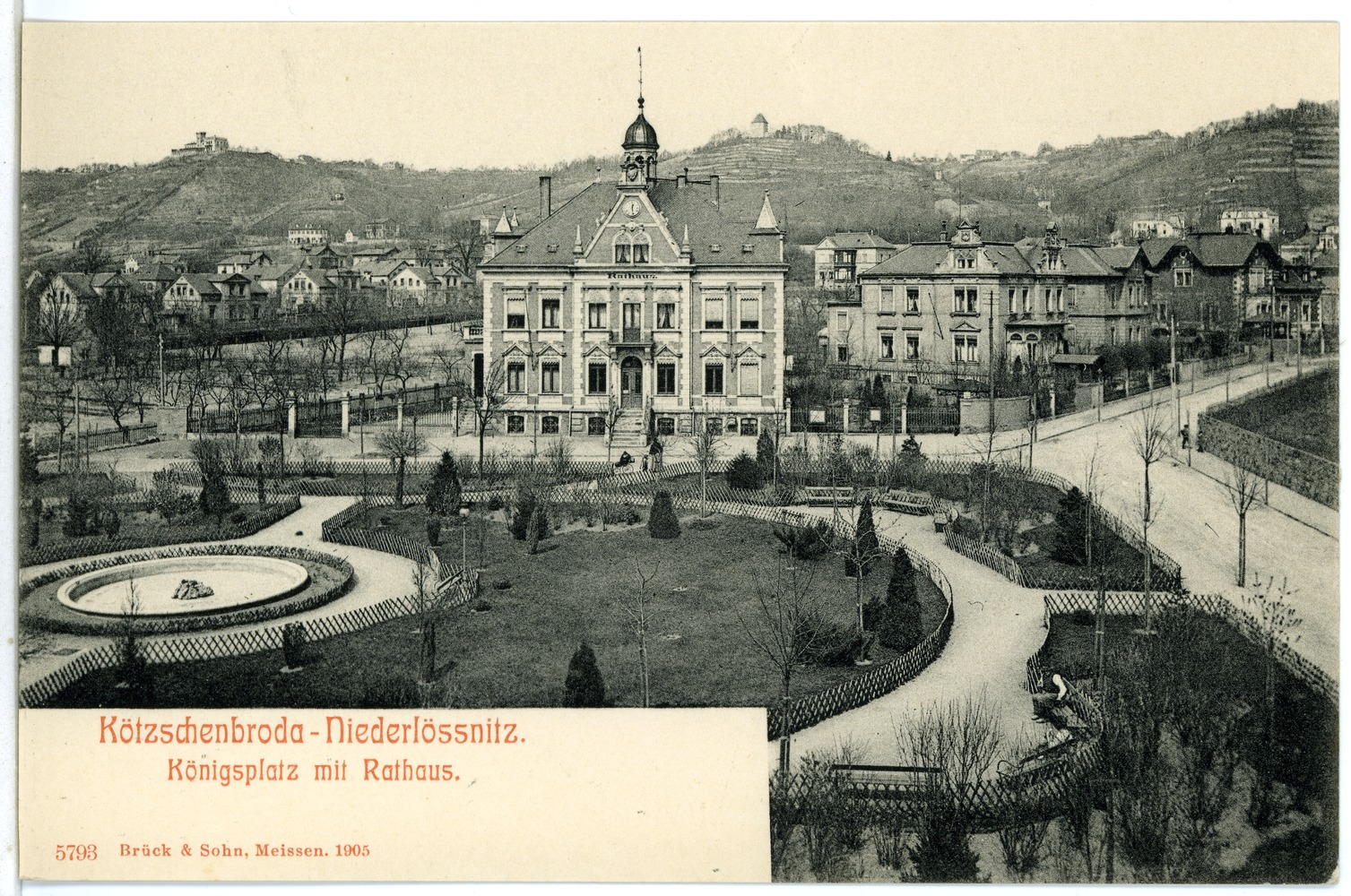
Villa Bohemia (1905) rechts neben dem Rathaus Niederlößnitz

## Beschreibung
Die unter Denkmalschutz stehende Mietvilla ist ein zweigeschossiges Gebäude im Stil der Deutschen Renaissance. Sie steht auf einem Bruchsteinsockel, obenauf liegt ein Walmdach. Der rückwärtige Wirtschaftsflügel hingegen hat ein Flachdach.
In der Straßenansicht steht rechts ein Seitenrisalit mit einem Volutengiebel, in dem über den Fenstern der Hausname zu finden ist; links vor der Rücklage steht eine eingeschossige massive Veranda mit einem Austritt obenauf, dieser durch Eisengitter zwischen Pfeilern gesichert. Auch in der linken Seitenansicht steht rechts ein Seitenrisalit mit Volutengiebel, in diesem die Jahreszahl 1893. In der rechten Seitenansicht befindet sich ein Eingangs-Vorhaus.
Der helle verputzte Bau wird durch Gesimse, Putzbänder und Stuck gegliedert und verziert, die Fenster werden durch Sandsteingewände eingefasst, die durch Schlusssteine oder Verdachungen bekrönt werden. Im Inneren sind Stuckdecken mit reichhaltiger Dekorationsmalerei erhalten.

## Geschichte
Der Niederlößnitzer Schnittwarenhändler und Bauunternehmer Ernst Robert Richter beantragte im April 1893 den Bau dieses Wohnhauses, dessen Entwurf und Bauausführung von dem ebenfalls Niederlößnitzer Baumeister Adolf Neumann stammte. Die Baurevision erfolgte im Oktober 1893. Der Anbau einer Veranda erfolgte kurze Zeit später.
Im Jahr 1931 wurde ein Milchladen eingebaut, vier Jahre später, 1935, erfolgte der Einbau einer zusätzlichen Wohnung in das Kellergeschoss.

### Weitere Gebäude des Bauherren
Der Bauunternehmer Ernst Robert Richter ließ sich in der Niederlößnitz eine Reihe von heute denkmalgeschützten Wohnhäusern errichten: 1893 Villa Augusta (heute Villa Bohemia) in der Dr.-Rudolf-Friedrichs-Straße 13 (Baumeister Adolf Neumann), 1893/1894 Villa Marie in der Dr.-Rudolf-Friedrichs-Straße 17 (Baumeister Adolf Neumann), 1894/1895 die nebenstehende Villa in der Dr.-Rudolf-Friedrichs-Straße 19 (Baumeister Adolf Neumann), 1896/1897 eine Mietvilla in der Zillerstraße 21 (Baumeister Gebrüder Ziller) und 1898 daneben ebenfalls eine Mietvilla in der Zillerstraße 23 (Baumeister Hugo Große).